# East Hemet
East Hemet ist ein Census-designated place (CDP) im Riverside County im US-Bundesstaat Kalifornien. Das U.S. Census Bureau hat bei der Volkszählung 2020 eine Einwohnerzahl von 19.432 ermittelt. Er befindet sich außerhalb der Stadtgrenzen von Hemet.

## Geographie
East Hemet liegt im Westen des Riverside Countys im US-Bundesstaat Kalifornien. Die Gemeinde grenzt im Westen und Norden an Hemet, im Nordosten an Valle Vista und sonst ausschließlich an gemeindefreies Gebiet. Ein Stück südwestlich liegt der Stausee Diamond Valley Lake. Die nördliche Ortsgrenze bildet die California State Route 74.
Nach den Angaben des United States Census Bureaus hat der CDP eine Gesamtfläche von 13,502 km², die sich vollkommen aus Land zusammensetzt. Bei einer Einwohnerzahl von 17.418 beträgt die Bevölkerungsdichte somit 1290 Einwohner pro Quadratkilometer. Der Ortsmittelpunkt liegt auf einer Höhe von 515 m.

## Demographie
Zum Zeitpunkt des United States Census 2000 bewohnten East Hemet 14.823 Personen. Die Bevölkerungsdichte betrug 1777,4 Personen pro km². Es gab 5064 Wohneinheiten, durchschnittlich 607,2 pro km². Die Bevölkerung East Hemets bestand zu 80,04 % aus Weißen, 1,54 % Schwarze oder Afroamerikaner, 1,42 % Native American, 1,04 % Asiaten, 0,09 % Pacific Islander, 11,89 % gaben an, anderen Rassen anzugehören und 3,99 % nannten zwei oder mehr Rassen. 24,91 % der Bevölkerung erklärten, Hispanos oder Latinos jeglicher Rasse zu sein.
Die Bewohner East Hemets verteilten sich auf 4831 Haushalte, von denen in 42,4 % Kinder unter 18 Jahren lebten. 57,7 % der Haushalte stellten Verheiratete, 15,1 % hatten einen weiblichen Haushaltsvorstand ohne Ehemann und 21,6 % bildeten keine Familien. 17,4 % der Haushalte bestanden aus Einzelpersonen und in 7,9 % aller Haushalte lebte jemand im Alter von 65 Jahren oder mehr alleine. Die durchschnittliche Haushaltsgröße betrug 3,03 und die durchschnittliche Familiengröße 3,38 Personen.
Die Bevölkerung verteilte sich auf 32,8 % Minderjährige, 8,5 % 18–24-Jährige, 26,1 % 25–44-Jährige, 19,8 % 45–64-Jährige und 12,8 % im Alter von 65 Jahren oder mehr. Das Durchschnittsalter betrug 33 Jahre. Auf jeweils 100 Frauen entfielen 94,4 Männer. Bei den über 18-Jährigen entfielen auf 100 Frauen 89,5 Männer.
Das mittlere Haushaltseinkommen in East Hemet betrug 39.828 US-Dollar und das mittlere Familieneinkommen erreichte die Höhe von 42.356 US-Dollar. Das Durchschnittseinkommen der Männer betrug 34.500 US-Dollar, gegenüber 24.493 US-Dollar bei den Frauen. Das Pro-Kopf-Einkommen belief sich auf 15.486 US-Dollar. 17,1 % der Bevölkerung und 13,4 % der Familien hatten ein Einkommen unterhalb der Armutsgrenze, davon waren 22,4 % der Minderjährigen und 8,0 % der Altersgruppe 65 Jahre und mehr betroffen.

## Politische Vertretung
East Hemet ist Teil des 23. Distrikts im Senat von Kalifornien, der momentan vom Republikaner Bill Emmerson vertreten wird, und dem 67. Distrikt der California State Assembly, vertreten von der Republikanerin Melissa Melendez. Des Weiteren gehört East Hemet zum 36. Kongresswahlbezirk Kaliforniens, der einen Cook Partisan Voting Index von R+1 hat und vom Demokraten Raul Ruiz vertreten wird.